# Epipactis neglecta
Epipactis neglecta es una especie de orquídea, familia Orchidaceae que se distribuye desde Europa en Alemania y Francia hasta Irán.

## Taxonomía
Epipactis neglecta fue descrita por (Kümpel) Kümpel y publicado en Wildwachsenden Orchideen der Rhön 67. 1996.
Etimología
Ver: Epipactis
neglecta: epíteto latino que significa "abandonado, despreciado".
Sinonimia
- Epipactis leptochila subsp. neglecta  Kümpel, 1982 (Basiónimo)
- Epipactis leptochila var. neglecta (Kümpel) Gévaudan, 1999
- Epipactis leptochila var. neglecta (Kümpel) Gévaudan, 2002

## Nombre común
- Español: No existe, por ausencia de la planta en España y países de habla hispana.
- Alemán: Übersehene Stendelwurz